# Nimbahera (ciutat)
Nimbahera és una ciutat i municipalitat del Rajasthan al districte de Chittorgarh, a 25 km al nord-oest de Nimach.
Consta al cens del 2001 amb una població de 53.327 habitants. El 1901 tenia 5.446 habitants. Va pertànyer a Mewar fins al 1775 quan va passar a Ahalya Bai a la mort del qual va caure en mans de Tukoji I Rao Holkar, i després del seu fill Kashi Rao Holkar. Jaswant I Rao Holkar la va conquerir als primers anys del segle XIX i la va cedir el 1809 al seu amic i aliat el cap pindari Amir Khan, que després fou reconegut pels britànics el 1817 com a nawab de Tonk i fou capital d'una pargana o divisió administrativa de Tonk rodejada per tots costats per territori de Mewar excepte a l'est que limitava amb Gwalior. El 1857 el governador local es va mostrar hostil als britànics i l'agent polític a Udaipur va enviar tropes del maharana de Mewar que van ocupar el districte, però el 1859 els britànics li van imposar la devolució a Tonk.